# Heinz Pier
Heinz Pier (* 19. September 1957) ist ein ehemaliger deutscher Fußballspieler.

## Karriere
Pier spielte über Jahre für die Amateure von Bayer 04 Leverkusen. In der Saison 1981/82 kam er im Bundesligateam unter Trainer Gerhard Kentschke zu seinem Debüt in der Bundesliga. Am 17. Spieltag stand er beim 2:2-Unentschieden gegen Arminia Bielefeld in der Startformation. Im weiteren Verlauf der Spielzeit absolvierte er vier weitere Spiele. Später spielte er noch für den FV Bad Honnef.